# George Howard Parker
George Howard Parker (23 de dezembro de 1864 – 26 de março de 1955) foi um zoólogo americano. Ele foi professor em Harvard e investigou a anatomia e a fisiologia dos órgãos dos sentidos e das reações dos animais.

## Biografia
George Howard Parker nasceu na Filadélfia em 23 de dezembro de 1864. Ele se formou em Harvard em 1887, obtendo posteriormente cursos especiais lá e nas universidades de Leipzig, Berlim e Freiburg. Tornou-se instrutor assistente de zoologia em Harvard em 1888 e ocupou diferentes cargos por lá, obtendo seu Ph.D. em 1891 e tornando-se professor de zoologia em 1906.
Ele foi membro da Academia Americana de Artes e Ciências, membro da Academia Nacional de Ciências e também da Sociedade Filosófica Americana.
Por seu trabalho "Do Melanophore Nerves Show Antidromic Responses?" (Os nervos de melanóforos mostram respostas antidrômicas?) no Journal of General Physiology, Parker foi premiado com a Medalha Daniel Giraud Elliot em 1937 pela Academia Nacional de Ciências dos Estados Unidos. Ele foi professor de William Brewster Clark no Amherst College em 1914 e naquele ano foi enviado pelo governo dos Estados Unidos para investigar o rebanho de focas de Pribilof.

## Publicações selecionadas
- G.H. Parker. 1904. Olfactory reactions of Fishes. Journal of Experimental Zoology 8(4):535-542.
- G.H. Parker. 1908. The sensory reactions of Amphioxus. Proceedings of the American Academy of Arts and Sciences 43(16):415-455.
- W.H. Osgood, E.A. Preble, G.H. Parker, and R.M.E. MacDonald. 1915. The Fur Seals and Other Life of the Pribilof Islands, Alaska, in 1914. U.S. Government Printing Office, Washington, D.C. 172pp.
- George Howard Parker. 1932. Humoral Agents in Nervous Activity: With Special Reference to Chromatophores. Cambridge University Press. 79pp.
- G.H. Parker, F.A. Brown Jr. and J.M. Odiorne. 1935. The relation of the eyes to chromatophoral activities. Proceedings of the American Academy of Arts and Sciences 69(12):439-462

## Links externos
- Biografia de George Howard Parker

- Works by George Howard Parker at LibriVox (public domain audiobooks)